# پرچم منچستر بزرگ
پرچم منچستر بزرگ  پذیرفته شد.